# Bambusa fruticosa
Bambusa fruticosa är en gräsart som beskrevs av Richard Eric Holttum. Bambusa fruticosa ingår i släktet Bambusa och familjen gräs.
Artens utbredningsområde är Papua Nya Guinea. Inga underarter finns listade i Catalogue of Life.